# Tetraplaria immersa
Tetraplaria immersa is een mosdiertjessoort uit de familie van de Tetraplariidae. De wetenschappelijke naam van de soort is voor het eerst geldig gepubliceerd in 1881 door Haswell.